# Kersten Neisser
Kersten Neisser, primo voto Köpke, secundo voto Kriesel (ur. 4 maja 1956 w Halle) – niemiecka wioślarka reprezentująca NRD, złota medalistka olimpijska i trzykrotna medalistka mistrzostw świata.

## Kariera
Wystąpiła na igrzyskach olimpijskich w Moskwie w 1980, gdzie osada NRD w składzie: Martina Boesler, Kersten Neisser, Christiane Köpke, Birgit Schütz, Gabriele Kühn, Ilona Richter, Marita Sandig, Karin Metze i Marina Wilke (sternik) zdobyła złoty medal w ósemkach. W wyścigu finałowym uplasowały się o 0,97 sekundy przed osadą ZSRR i o 2,31 sekundy przed osadą Rumunii.
W tej samej konkurencji wywalczyła również złoto na mistrzostwach świata w Amsterdamie (1977). Ponadto zdobyła złoty medal w czwórkach ze sternikiem na mistrzostwach świata w Cambridge (1978) i srebro na mistrzostwach świata w Bledzie (1979). 
W 1980 została odznaczona Orderem Zasługi dla Ojczyzny.
Z wykształcenia była nauczycielką. Po zakończeniu kariery została fizjoterapeutką.